# BBQ おバカ撲滅クイズ
『BBQ おバカ撲滅クイズ』（びーびーきゅう おばかぼくめつくいず）は、日本テレビ系列局で放送されたクイズバラエティ。

## 放送
2007年12月29日 23:00〜24:00 視聴率：12.9% （関東地区）

## 番組概要
芸能界に蔓延る「おバカ」を撲滅すべく、無人島「バカ捨て島」に小船で連れてこられた10人のおバカ囚人たち。
「バカ捨て島」に設けられた5ヶ所の関門、(1)歴史の断崖 (2)暗記の樹海 (3)知識の小箱（島のどこかに隠されている） (4)IQの草原 (5)実験の海原（実験の海原は他の4か所をクリアーしないと、挑戦できない）、で出題される問題を「ペアで5問クリアーして「バカ捨て島」を脱出する」というクイズバラエティ。
ロケーションは2007年12月15日（土）に行われた。

## 出演者
- スタジオMC - タカアンドトシ
- ナレーター - 立木文彦
- 看守 - 中田有紀
- クイズマスター（出題者）

にしおかすみこ（歴史の断崖のクイズマスター）
吉田照美（暗記の樹海のクイズマスター）
大沢あかね（IQの草原のクイズマスター）
安田大サーカス（実験の海原のクイズマスター）
- おバカ囚人

※無人島「バカ捨て島」に置き去りとなったおバカ囚人は、太字で表記。
早稲田おバカ - 小島よしお・宮崎宣子
おブスモノマネおバカ - 大島美幸・原口あきまさ
ベテランおバカ - 井森美幸・岡田圭右
筋肉おバカ - 庄司智春・松野明美
おネエおっぱいおバカ - KABA.ちゃん・相澤仁美

## スタッフ
- 構成：下河内一雄、鈴木三世、磐木大、中島彰則
- TM：小椋敏宏
- SW：村松明
- カメラ：渡辺滋雄
- MIX：太田黒健至
- VE：佐藤満
- 照明：吉松耕司
- ロケTP：鴇田晴海
- ロケCAM：青木芳行
- 美術プロデューサー：林健一
- 美術デザイン：渡辺俊孝
- 編集：堀内雅也
- MA：松尾隆裕
- TK：長坂真由美
- 音効：古野達生
- CG：D'g JD-GLOBE, INC.
- 技術協力：EAT、e-naスタジオ
- 衣装協力：rev k shop
- 画像提供：熱川バナナワニ園
- 営業：阿部真一郎
- 編成：服部一孝、安島隆
- 広報：斉藤由美
- デスク：安永美和
- AP：三門綾子、米村まどか
- AD：村田真之、藤野賢宏
- ディレクター：立澤哲也、畑中真治、我妻哲也、吉濱明秀、竹内隆徳、狩野丈志、青木章浩、中野伸郎、大塚英二
- 演出：横山剛輔
- プロデューサー：脇山浩一 ／ 武井泉、水口智就
- 監修：尼崎昇
- チーフプロデューサー：染井将吾
- 制作協力：極東電視台、東阪企画
- 製作著作：日本テレビ